# Josip Genda
Josip Genda (Škabrnja, 5. ožujka 1943. – Split, 8. rujna 2006.), hrvatski glumac, nacionalni dramski prvak.

## Životopis

### Rani život
Josip Genda rođen je u selu Škabrnja 5. ožujka 1943. od oca Mile i majke Marije rođ. Kovač. Do polaska u školu (1950.) živi u Škabrnji sa svojim sestrama (Milka, Ivka, Slavka), te braćom (Grgo, Niko i Marko), a onda ga stric Šime i žena mu Angelina (koji nemaju djece) uzimaju k sebi na školovanje u Split. Tu ga uz privolu Josipovih roditelja sudski usvajaju i postaju mu novi “otac i majka”. Od tada je Genda neprekidno živio i radio u Splitu, sve do 8. rujna 2006. godine kad je preminuo popustivši teškoj bolesti. 
U Splitu je završio osnovnu školu, te Kemijsku školu u Kaštel Sućurcu. Zbog nemogućnosti da ga roditelji pošalju u Zagreb na školovanje (Glumačka akademija) Genda upisuje u Splitu Pedagošku akademiju, gdje je diplomirao 1967. godine (kemija-biologija). Ali nastavnička karijera Josipa nije zanimala, jer je on već u višim razredima osnovne škole upoznao i započeo svoju “novu ljubav “ - teatar.

### Karijera
Godine 1955. dolazi (sa školskim zborom O.Š. ”Luka Botić”) u Dječje kazalište “Titovi mornari“ (sada Gradsko kazalište mladih u Splitu) gdje se sprema opereta “Velika čarolija” u kojoj Genda svojim upornim radom dolazi do glavne uloge (Jožek). Od tada pa sve do sadašnjih dana ne prestaje njegovo “druženje” s kazalištem. 
U Dječjem kazalištu djeluje kao amater do 1966. godine (odigravši veliki broj uloga), kada potpisuje prvi profesionalni ugovor i postaje - glumac. 
Redaju se uloge za ulogom - sve veće, sve odgovornije: Hvalisavi vojnik (Pirgopolinik), Medvjed (Smirnov), Prosidba (Lomov), Laža i paralaža (Aleksa), Cid (Cid), Macbeth (Macbeth), Škrtac (Harpagon) i mnoge druge. 
Kritika je pozitivno ocjenjivala uspjehe mladog umjetnika. Takav rad i takvi rezultati nisu mogli proći nezapaženo, pa su ljudi iz Hrvatskog narodnog kazališta (točnije, Savo Komnenović, tadašnji direktor Drame) odlučili dovesti Gendu u svoje redove. Tako Genda 1973. potpisuje ugovor i prelazi u HNK u Splitu. Prelaskom u “Veliki teatar” Genda polako preuzima teret na sebe i polako postaje nositeljom repertoara u toj kući i njezinim prvakom. Skoro pa se ne može ni zamisliti predstava u kojoj Genda ne igra jednu od značajnijih uloga. 
Od te davne 1973. godine do 1996. odigrao je oko 100 premijernih naslova ili više od 1,500 predstava. Kad se tome pridoda broj predstava iz perioda Kazališta mladih, dolazimo zaista do impozantne brojke. Zbog toga je teško nabrojiti sve Gendine uloge, ali i odabrati mali broj najznačajnijih: Šjora File (Fabjanko), Kartoteka (Junak), Glorija (don Zane), Žak fatalist i njegov gospodar (Gospodar), Filoktet (Filoktet), Golgota (Ksaver), Tip koji dobiva pljuske (Tip), Hrvatski Faust (Žanko), Kroćenje goropadnosti (Grumio), Mefisto (Hofgen), Don Juan (Sganarelle), Dantova smrt (Robespierre), Više od ljubavi (Eddie), Elektra (Seljak), Opera za tri groša (Meki nož), Šimun Cirenac (Šimun), Tango (Stomil), San ljetne noći (Oberon), Leda (Urban), Natan Mudri (Natan), Ekvinocij (Niko), Tartif (Orgon)... 
Osim glume Genda se okušao i u režiji, već u kazalištu “Titovi mornari “ režira nekoliko predstava (Paunica djevojka, Orlovi rano lete, Jazavac pred sudom...) te vodi amatersko društvo u Kaštel Sućurcu, gdje također režira desetak predstava (Da nije jubavi, Klupko, Zajednički stan, Branite ljubav...)
1985. pjeva mušku dionicu u pjesmi "Pokora" od Zorice Kondže

### Nagrade
Za svoj dugogodišnji uspješni rad ovjenčan je mnogim nagradama UDUH-a 1976. Za ulogu Fabijana u Šjori Fili, nagrada grada Splita 1981. Za sveukupno umjetničko djelovanje, nagrada Dubravko Dujšin (“Vjesnik” i UDUH). 
1984. za Sganarellea u Don Juanu i Grumija u Kroćenju goropadnosti, Zlatni lovor-vijenac (Sarajevo 1989.) - za seljaka Mikenjanina u Elektri, nagrada tjednika “Danas” i Splitskog ljeta - Marul pripala mu je za Seljaka u Elektri, Mekog Noža u Operi za tri groša i Šimuna Cirenca u predstavi Šimun Cirenac 1989. Dobitnik je i Godišnje nagrade “Slobodne Dalmacije” za umjetnost i kulturu 1990. Na smotri Festival glumca u Vinkovcima dobiva Nagradu grada Vukovara 1995. godine. 
Za svoj filmski rad nagrađen je Zlatnom arenom na festivalu u Puli 1996. godine za ulogu Odorika u filmu Sedam kronika.
Kandidiran za nagradu Županije splitsko-dalmatinske za životno djelo.

## Filmografija

### Televizijske uloge
- "Ča smo na ovon svitu..." kao Pave Bošnjak (1973.)
- "Velo misto" kao šjor Fabijan (1980.)
- "Nepokoreni grad" (1982.)
- "Dosije" kao Stevo Matković (1986.)
- "Ptice nebeske" kao gvardijan (1989.)
- "San bez granica" (1991.)
- "Novo doba" kao doktor Vuković (2002.)

### Filmske uloge
- "Lito vilovito" kao mladi galebar (1964.)
- "Čovik od svita" kao Ivov prijatelj (1965.)
- "Prvi splitski odred" kao crnokošuljaš (1972.)
- "Đovani" kao žicer (1976.)
- "Čovik i arhitektura" (1977.)
- "Povratak" kao kormilar broda (1979.)
- "Judita" (1980.)
- "Albatros" kao Orne Popere (1984.)
- "Od petka do petka" (1985.)
- "Katarina Druga" (1987.)
- "Buža" (1988)
- "Trideset konja" kao predsjednik (1988.)
- "Razbijena vaza" kao predsjednik općine (1990.)
- "Školjka šumi" (1990.)
- "Vrijeme ratnika" kao Fabijan (1991.)
- "Sedma kronika" kao Odoriko (1996.)
- "Kanjon opasnih igara" kao Beli (1998.)
- "Transatlantic" (1998.)
- "Bogorodica" (1999.)
- "Garcia" (1999.)
- "Trešeta" kao Martin (2006.)
- "Libertas" kao robijaš (2006.)

## Vanjske poveznice
- Josip Genda u internetskoj bazi filmova IMDb-u (engl.)